# Casaleggio Novara
Casaleggio Novara é uma comuna italiana da região do Piemonte, província de Novara, com cerca de 847 habitantes. Estende-se por uma área de 10 km², tendo uma densidade populacional de 85 hab/km². Faz fronteira com Briona, Castellazzo Novarese, Mandello Vitta, San Pietro Mosezzo, Vicolungo.

## Demografia
| Variação demográfica do município entre 1861 e 2011                               |
|                                                                                   |
| Fonte: Istituto Nazionale di Statistica (ISTAT) - Elaboração gráfica da Wikipedia |